# كيغي ناكازاوا
كيغي ناكازاوا (باليابانية: 中沢啓治؛ بالكانا: なかざわ けいじ) هو مانغاكا ياباني، ولد في 14 مارس 1939 في ناكا-كو في اليابان، وتوفي في 19 ديسمبر 2012 في هيروشيما في اليابان بسبب سرطان الرئة.

## وصلات خارجية
- كيغي ناكازاوا على موقع IMDb (الإنجليزية)
- كيغي ناكازاوا على موقع ميوزك برينز (الإنجليزية)
- كيغي ناكازاوا على موقع قاعدة بيانات الفيلم (الإنجليزية)
- كيغي ناكازاوا على موقع ANN person (الإنجليزية)